# Середниково (Мошенской район)
Середниково — исчезнувшая деревня Мошенского района Новгородской области. Располагалась на территории Долговского сельского поселения.

## География
Деревня была расположена в 27 километрах к северо-востоку от села Мошенское. С севера юга и запада было окружено болотами.

## История
На трёхвёрстной топографической карте Фёдора Шуберта, изданной в 1879 году, обозначена деревня Середникова. Имела 6 дворов.
До революции деревня входила в состав Долговской волости Боровичского уезда. По состоянию на 1911 год в Дроблино имелось 12 дворов и 19 жилых строений; число жителей составляло 75 человек. В деревне имелся магазин. Основным занятием жителей Середникова было земледелие.
Исчезла ранее 1975 года.